# 科里亞日馬
61°19′N 47°08′E / 61.317°N 47.133°E
科里亞日馬（俄语：Коря́жма）是俄羅斯阿爾漢格爾斯克州東南部的一個城市，位於維切格達河畔，距州府阿爾漢格爾斯克東南835公里、科特拉斯以東30公里。2002年人口42,811人。
1535年建立，1985年建市。